# Barys Arena
 (septembre 2024).
Si vous disposez d'ouvrages ou d'articles de référence ou si vous connaissez des sites web de qualité traitant du thème abordé ici, merci de compléter l'article en donnant les références utiles à sa vérifiabilité et en les liant à la section « Notes et références ».
La Barys Arena (en kazakh : Барыс Арена) est une salle omnisports située à Astana au Kazakhstan.
Il s'agit de la patinoire du Barys de la Ligue continentale de hockey. Sa capacité est de 11 578 places.

## Historique
La construction débute en 2012. Le bâtiment est inauguré en 2015.